# Aural Float
Aural Float war ein Ambient-Musikprojekt aus Frankfurt am Main, das aus den Musikproduzenten und DJs Gabriel Le Mar, Alex Azary und Pascal FEOS bestand.

## Geschichte
Gegründet wurde Aural Float 1994. Kurze Zeit später riefen die Mitglieder das Musiklabel Elektrolux ins Leben. 1996 wurde das erste Album Introspectives veröffentlicht. Zudem war Aural Float seit 1996 für den Soundtrack der Fernsehserie Space Night verantwortlich, ein nächtliches TV-Format im Bayerischen Rundfunk. Nach einer GEMA-Gebührenerhöhung im Jahr 2012 führte der Sender die Serien mit GEMA-freier Musik von Creative-Commons-Urhebern fort.
Aural Float veröffentlichten 2001 und 2005 die Alben Freefloat und Beautiful Someday. Im Jahr 2006 wurde die DVD Moving Images veröffentlicht, die visuelle Interpretationen einiger Musikstücke enthielt. Remix-Produktionen für u. a. Paul van Dyk, Xavier Naidoo, A-ha, Ich + Ich, Camouflage oder Juli folgten.

## Diskographie
Alben
- 1995: Introspectives (CD, Elektrolux)
- 2001: Freefloat (CD, Elektrolux)
- 2005: Beautiful Someday (CD, Elektrolux)
- 2006: Moving Images (DVD, Elektrolux)

Space Night-Kompilationen Auswahl
- 1996: SpaceNight Vol. II (2xCD, Elektrolux)
- 1997: SpaceNight Vol. III (2xCD, Elektrolux)
- 1998: Aural Float presents SpaceNight Vol. IV - New Frontiers Pt. I and Pt. II (2xCD, 2x12″, Elektrolux)
- 1999: Aural Float presents SpaceNight Vol. V (2xCD, Elektrolux)
- 2001: Aural Float presents SpaceNight Vol. VI (CD, 3x12″, Elektrolux)
- 2001: Aural Float presents SpaceNight - Best of Earthviews (DVD, Elektrolux)
- 2002: Aural Float presents SpaceNight Vol. VIII (2xCD, Elektrolux)
- 2003: Aural Float presents SpaceNight Vol. IX (CD, Elektrolux)

Singles und EPs
- 1997: Zwei G (Elektrolux)
- 1998: New Frontiers (Elektrolux)

Remixe (Auswahl)
- 1995: Air Liquide – The Increased Difficulty Of Concentration (Aural Float Remix)
- 1995: Sven Väth – The Birth Of Robby (Aural Float Mix)
- 1997: Anne Clark – The Healing (Aural Float Treatment)
- 2006: Xavier Naidoo – Zeilen Aus Gold (Aural Float Treatment Remix)
- 2007: Paul van Dyk feat. Jessica Sutta – White Lies (Aural Float Remix Long)
- 2007: Juli – Dieses Leben (Aural Float Remix Instrumental)